# Helene Stöcker
Helene Stöcker (Elberfeld, 13 november 1869 - New York, 24 februari 1943) was een Duits seksueel hervormster, pacifiste, filosofe, publiciste, auteur en radicaal vrouwenrechtenactiviste.
In 1901 was ze een van de eerste Duitse vrouwen die een doctoraat behaalde. Reeds voor en tijdens haar studie zette ze zich in voor vrouwenrechten en in 1902 was ze een van de oprichtsters van de Duitse vereniging voor vrouwenkiesrecht. Drie jaar later was ze de belangrijkste initiatiefneemster bij de oprichting van de Bund für Mutterschutz und Sexualreform, waar ze zich inzette voor de rechten van ongehuwde moeders, algemene toegang tot anticonceptie, seksuele voorlichting en de decriminalisering van abortus.
Vanaf 1908 werkte ze als hoofdredactrice bij Die Neue Generation. Ze publiceerde kritische stukken over onder andere genderverhoudingen en seksuele hervorming. Als grondlegster van de Neue Ethik pleitte ze voor een herdefiniëring van de seksuele moraal waarbij liefde aan de basis stond van seksuele vrijheid, zowel binnen als buiten het huwelijk. 
Tijdens de Eerste Wereldoorlog en het interbellum begon ze zich te richten op het radicaal pacifisme. Ze was betrokken bij de oprichting van onder meer de Women's International League for Peace and Freedom en de War Resisters' International. Na de Rijksdagverkiezingen van maart 1933 vluchtte ze voor het nazistische regime. Ze overleed in ballingschap in New York op 24 februari 1943.

## Jeugd
Hulda Caroline Emilie Helene Stöcker werd geboren in Elberfeld op 13 november 1869. Ze was de oudste dochter van Peter Heinrich Ludwig Stöcker en Hulda Bergmann in een gezin met acht kinderen. Ze was afkomstig uit een familie van textielfabrikanten en groeide op in een welgesteld burgerlijk milieu. Haar vader had een fourniturenhandel met een eigen werkplaats in het nabijgelegen Wuppertal.
Haar ouders waren zeer religieus en met name haar vader, die presbyter, raadslid en ouderling was bij de stadskerk, leefde de religieuze regels van het door het calvinisme beïnvloedde christendom strikt na. Dagelijks las hij zijn vrouw en kinderen drie keer voor uit de Bijbel. Stöcker had vaak moeite met de orthodox-religieuze levensstijl van haar ouders, maar schreef haar latere gevoel voor barmhartigheid en rechtvaardigheid toe aan haar opvoeding. Hoewel haar moeder volgens Stöcker altijd mopperde, was relatie met haar ouders liefdevol. Naar eigen zeggen wensten zij en haar zussen ooit te trouwen met een man die net als hun vader was.
Als oudste dochter kreeg Stöcker de taak haar moeder te helpen bij het huishouden, waardoor er weinig tijd overbleef voor haar eigen vrijetijdsbestedingen. Ze bleek reeds als jong meisje een talent te bezitten voor schrijven en ze hield daarnaast erg van lezen. In haar onvoltooide autobiografie omschreef ze zichzelf als een 'verlegen en gereserveerd kind' tegenover haar klasgenoten.

### Drang naar onafhankelijkheid
Nadat ze de lagere school had afgerond, ging ze in 1879 naar de Höhere Töchterschule. Als tiener begon ze zich af te zetten tegen religieuze en culturele beperkingen. Ze hekelde dat een verlangen naar liefde en intimiteit werd beschouwd als immoreel, maar vond in haar boeken bevestiging van haar opvatting dat liefde geen 'zonde' hoefde te zijn. Het boek Faust, een werk van Goethe dat gaat over een jong meisje dat buitenechtelijk zwanger raakt en haar pasgeboren kind verdrinkt, maakte grote indruk op haar. Met name de ongelijke genderverhoudingen en de kwetsbaarheid van vrouwen in liefdesrelaties maakten haar naar eigen zeggen woedend.
In 1889 rondde ze de Höhere Töchterschule af en wilde ze een lerarenopleiding volgen. Ze had niet de wens om lerares te worden, ze droomde ervan schrijfster te worden, maar dit leek voor haar de enige mogelijkheid om een vervolgopleiding te doen.
Geheel tegen de wens van haar vader in nam ze in 1890 deel aan een seminarie waar ze in aanraking kwam met de filosofische denkbeelden van Friedrich Nietzsche. Zijn ideeën omtrent de bevrijding van conventies inspireerden haar, en ze wilde zich losmaken van haar benauwende thuissituatie. Haar ouders, met name haar moeder, wilden echter niet dat ze het huis verliet, aangezien haar hulp in het huishouden erg nodig was. Haar moeder had na een zwangerschap complicaties opgelopen, waardoor de zorg voor haar jongste broers en zussen op de schouders van Stöcker terecht kwam en ze haar plannen moest uitstellen tot haar broers en zussen ouder waren. Deze ervaring zette haar aan het denken over de impact van het moederschap op het leven van vrouwen en had een grote invloed op haar latere inzet voor vrouwenrechten.

## Opleiding
Op 2 januari 1892 verhuisde ze op 23-jarige leeftijd naar Berlijn waar ze begon met een lerarenopleiding om lerares op een Höhere Töchterschule te worden. Ze ervoer het verlaten van het ouderlijk huis als een grote bevrijding en ze kreeg naar eigen zeggen eindelijk de kans in contact te komen met mensen die dezelfde doelen voor vrouwenemancipatie nastreefden als zijzelf. Tijdens haar studie las ze het boek Die Waffen nieder! (1889) van Bertha von Suttner waardoor ze voor het eerst in aanraking kwam met pacifisme. In 1892 sloot ze zich aan bij het Deutsche Friedensgesellschaft dat datzelfde jaar door Suttner was opgericht.
In 1893 werd haar essay Die moderne Frau in het tijdschrift Freie Bühne gepubliceerd. Hierin schreef ze dat de moderne vrouw er niet naar streefde om 'absoluut gelijk' te worden aan de man, maar om een gelukkig mens te zijn door autonomie en de mogelijkheid te hebben zich te ontwikkelen. In haar stuk pleitte ze voor financiële onafhankelijkheid van beide partners binnen een relatie. Volgens Stöcker was dit een voorwaarde voor een 'vervuld en vrij leven voor vrouwen'. Daarnaast zou het leiden tot een op partnerschap gebaseerde relatie.
In 1893 behaalde ze haar leraarsdiploma en vanaf 1894 volgde ze een Gymnasialkurs, een voorbereidend opleidingstraject voor een hogere studie, bij pedagoge en feministe Helene Lange. Lange zette zich in voor betere onderwijskansen voor vrouwen en gelijke toegang tot het hoger onderwijs. In dezelfde periode leerde Stöcker enkele vertegenwoordigers van de radicale vrouwenbeweging kennen, waaronder pedagoge en journaliste Minna Cauer. Cauer was uitgever en redacteur van het in 1895 opgerichte tijdschrift Die Frauenbewegung. Stöcker schreef enkele korte novellen, gedichten en recensies voor het blad.

### Activisme

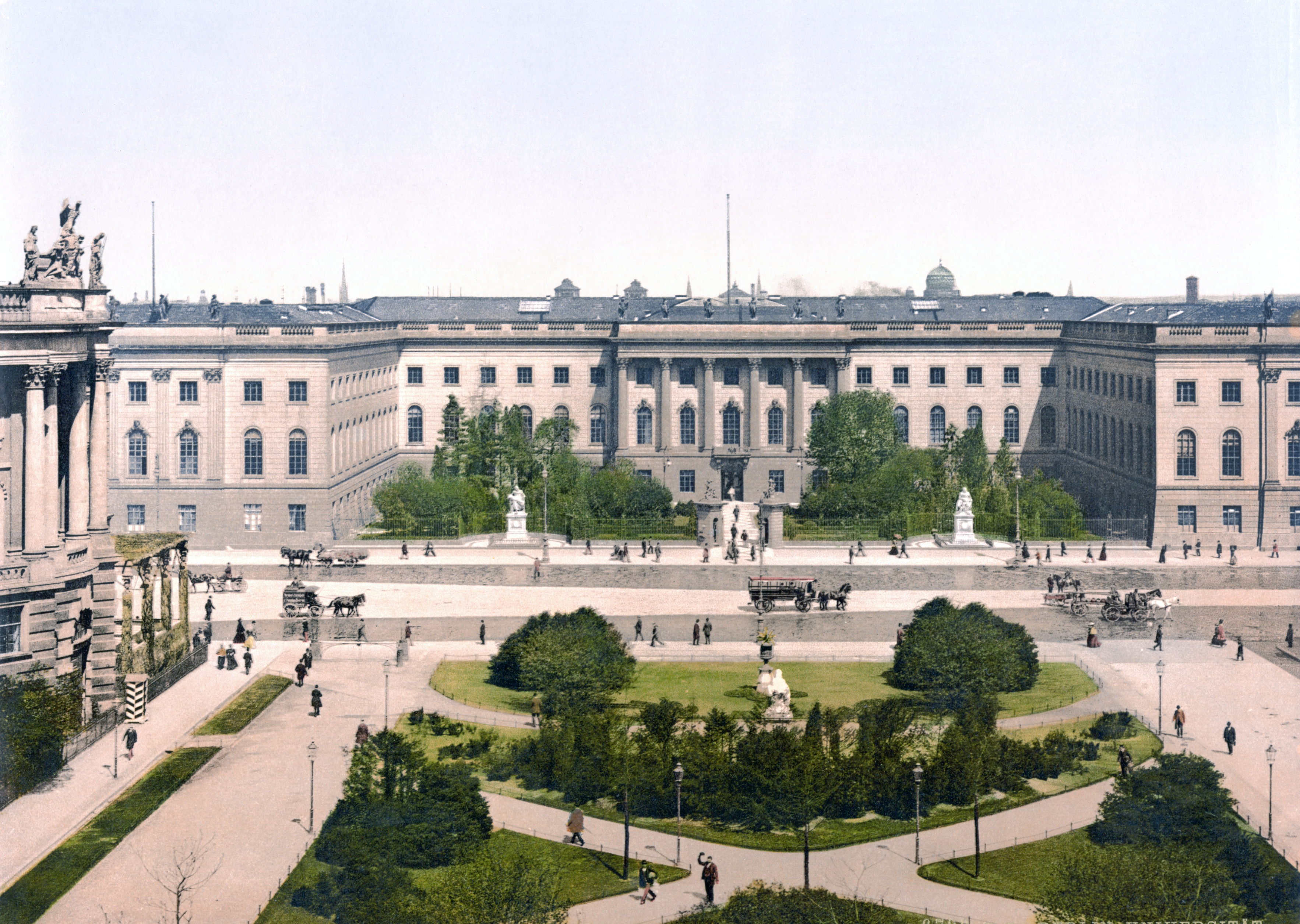
Friedrich-Wilhelm-Universität, thans Humboldtuniversiteit van Berlijn (circa 1900).

In 1896 startte Stöcker met lessen filosofie, nationale economie en Duitse literatuur aan de Friedrich-Wilhelm-Universität in Berlijn waar ze een van de eerste veertig vrouwelijke studenten was. Ze kreeg les van onder meer Wilhelm Dilthey, Gustav Schmoller, Georg Simmel, Werner Sombart en Adolph Wagner.
Tijdens haar studie begon ze zich in te zetten voor vrouwelijke studenten. In 1896 richtte ze de Verein Studierende Frauen op, een vereniging voor vrouwelijke studenten, waar mannen en vrouwen tweemaandelijks lezingen konden volgen. De aanspreekvorm Fräulein werd door de vrouwelijke leden gezien als ongewenst en zij pleitten voor het gebruik van de aanspreekvorm Frau. Stöcker beschouwde zichzelf als onderdeel van een nieuwe generatie vrouwen. In 1898 richtte ze samen met Anita Augspurg en Lida Gustava Heymann het Verbands fortschrittlicher Frauenvereine (VfFV) op, de radicale tegenhanger van de Bund deutscher Frauenvereine, dat zich inzette voor gelijke rechten voor vrouwen. Bij een protest van de Vereins Frauenbildung - Frauenstudien op 18 mei 1898 hield ze voor het eerst een openbare toespraak waarin ze opriep tot vrije toegang tot onderwijsinstellingen en burgerlijke gelijkheid voor vrouwen.
Op de universiteiten heerste volgens Stöcker een misogyn klimaat waar vrouwelijke studenten moesten vechten tegen vooroordelen. Zij werden veelal genegeerd en in sommige gevallen publiek vernederd. Docenten waren van mening dat vrouwen niet aan de universiteit hoorden te studeren, aangezien zij volgens hen niet in staat waren tot wetenschappelijk denken. Zij vonden dat enkel mannen logisch en zelfstandig konden nadenken en handelen, en dat vrouwen geen prestatie- en oordeelsvermogen, originaliteit, creativiteit en productiviteit bezaten. Historicus Heinrich von Treitschke liet Stöcker niet toe tot zijn collegezaal. Hij stelde dat de Duitse universiteiten al vijfhonderd jaar aan mannen waren voorbehouden en dat hij niet wilde bijdragen aan hun ondergang. Een uitzondering was haar docent Wilhelm Dilthey. In 1897 hield ze tijdens een van zijn seminars een presentatie waarmee ze grote indruk op hem maakte. Hij nodigde haar vervolgens uit om hem te assisteren bij het ordenen van de nalatenschap van de Duitse filosoof Friedrich Schleiermacher, in het kader van het schrijven van een biografie.

### Afstuderen
Hoewel vrouwen sinds 1896 als Gasthörerinnen ('gaststudenten') tot de universiteit werden toegelaten, was het voor vrouwen niet mogelijk om aan een Duitse universiteit een diploma te behalen. In 1898 vertrok ze samen met germanist Alexander Tille voor een semester naar Glasgow, Schotland, waar ze haar studie voortzette. Ze was sinds 1897 goed bevriend met Tille en ondanks dat hij getrouwd was, ontwikkelden de twee een liefdesrelatie. Ze voelde zich zowel geestelijk als lichamelijk tot hem aangetrokken en ze hadden veel gemeenschappelijke interesses, waaronder de filosofie van Nietzsche, het socialisme en Duitse poëzie. Na het plotselinge overlijden van zijn vrouw in 1898 deed hij Stöcker een huwelijksaanzoek, dat zij afwees. Ze was teleurgesteld dat hij verwachtte dat zij huisvrouw en een moeder voor zijn kinderen zou worden, terwijl zij verlangde naar een relatie waarin intellectuele uitwisseling centraal stond. Ze schreef over haar ervaring met het moeten kiezen tussen liefde en roeping in haar essay Die Liebe und die Frauen (1906). Haar veelgeprezen roman Liebe die in 1922 werd gepubliceerd was tevens gebaseerd op haar relatie met Tille.
In 1900 verhuisde ze naar de Zwitserse stad Bern om verder te studeren aan de Universiteit van Bern. Ze behaalde in 1901 een doctoraat in de filosofie onder Oskar Walzel. Haar proefschrift 'Zur Kunstanschauung des XVIII. Jahrhunderts. Von Winckelmann bis Wackenroder' was een kunsthistorisch literair werk over filosofische esthetiek. Ze was daarmee een van de eerste Duitse vrouwen die een doctoraat behaalde.
 

Na haar afstuderen keerde ze terug naar Berlijn waar ze startte als filosofiedocent aan de in dat jaar opgerichte particuliere hogeschool Lessing-Hochschule zu Berlin. Ze gaf les over onder meer de Duitse Romantiek en de filosofische ideeën van Nietzsche, en bleef tot 1905 aan de school verbonden. Naast haar werk als docent was ze freelance schrijfster en gaf ze lezingen doorheen het Duitse Rijk om in haar levensonderhoud te voorzien.

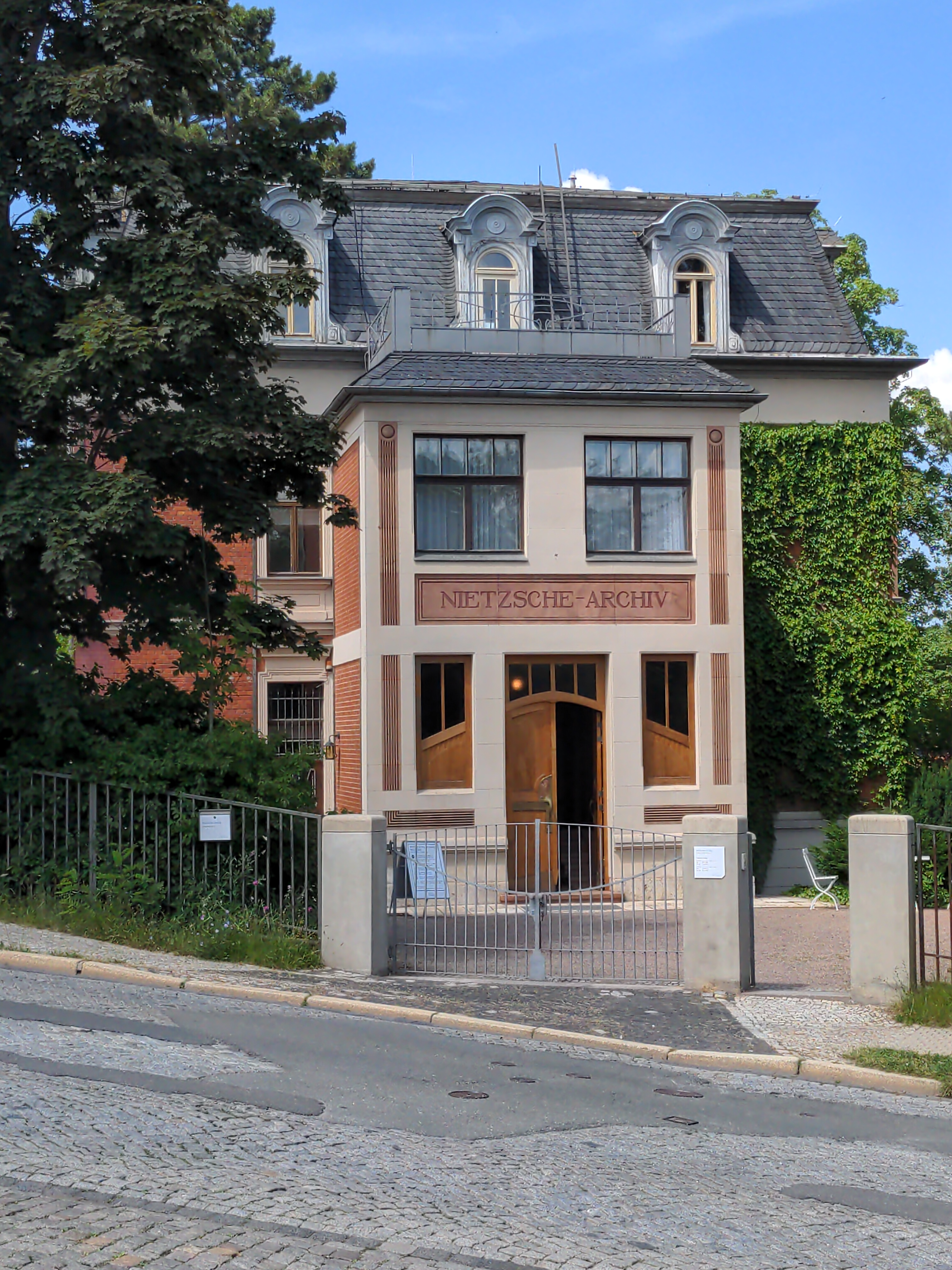
Villa Silberblick in Weimar, de voormalige woning van Nietzsche, thans het Nietzsche-archief.

### Invloed van Nietzsche
Reeds op 21-jarige leeftijd had Stöcker een interesse ontwikkeld in de denkbeelden van Nietzsche die ze gedurende haar leven bleef behouden en die haar werk sterk beïnvloedden. In 1897 bezocht ze hem in zijn woning in Weimar waar ze zijn filosofische ideeën met hem besprak.
Het werk van Nietzsche was regelmatig onderwerp in haar lezingen en essays. In 1896 gaf ze een lezing voor de Verein Studierende Frauen omtrent Nietzsche's gedachten over vrouwen. Niet alle ideeën van de Duitse filosoof waren verenigbaar met haar eigen denkbeelden. In 1901 publiceerde ze een essay over Nietzsche waarin ze de misogynie die in zijn werken voorkwam besprak en verdedigde: volgens haar waren zijn negatieve uitspraken over vrouwen slechts cynisch bedoeld en waren enkel vrouwen die gevormd waren door een 'slechte en corrupte samenleving' werkelijk ondergeschikt aan de man.
In de laatste jaren van Nietzsches leven ondersteunde Stöcker zijn zus Elisabeth Förster-Nietzsche bij de oprichting van het Nietzsche-archief. Met haar onderhield ze een levenslange vriendschap. Daarnaast zette Stöcker zich in om zijn werk aan te bevelen bij universitaire docenten zodat ze zijn gedachtegoed op universiteiten konden introduceren.

## Inzet voor vrouwenrechten en seksuele hervorming

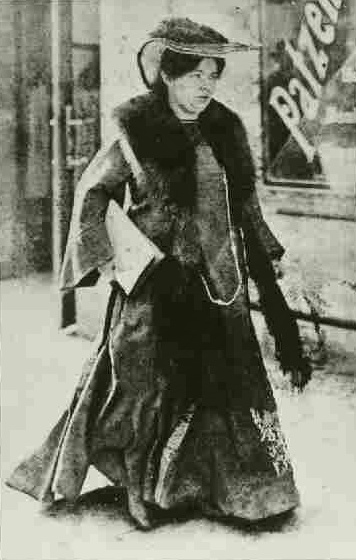
Stöcker in Berlijn (ca. 1900)

### Vrouwenstemrecht
Samen met onder meer Minna Cauer, Lida Gustava Heymann en Anita Augspurg, die net als Stöcker betrokken waren bij de radicale vrouwenbeweging, richtte ze op 1 januari 1902 de Deutscher Verein für Frauenstimmrecht op. De strijd voor vrouwenstemrecht stond internationaal op de agenda van vrouwenrechtenactivisten en kreeg ook in het Duitse Rijk veel aandacht in de pers. Door middel van petities, lokale campagnes en berichten in de pers werd aandacht gevraagd voor de kwestie. Naar eigen zeggen was vrouwenkiesrecht voor haar slechts een 'formele aangelegenheid' die haar niet echt interesseerde, aangezien ze van mening was dat 'wezenlijke problemen' elders lagen.
In 1903 begon als ze als redacteur voor het cultuurpolitieke tijdschrift Frauenrundschau, het officiële tijdschrift van de Duitse vrouwenorganisaties en -verenigingen. Het tijdschrift publiceerde stukken over vrouwenrechten, maatschappelijke ongelijkheid en de noodzaak van politieke hervormingen.

### Neue Ethik
Rond 1904 ontwikkelde Stöcker de filosofie van de Neue Ethik. Hierin pleitte ze voor een herdefiniëring van de seksuele moraal, met nadruk op de autonomie van de vrouw en het recht op seksuele beleving zowel binnen als buiten het huwelijk. Volgens Stöcker werden seksuele relaties gelegitimeerd door liefde, niet door het huwelijk. Ze noemde seksualiteit 'een van de grootste vreugden van de mensheid' en een grotere seksuele vrijheid en zelfbeschikking voor mannen en vrouwen zou volgens haar leiden tot evolutionaire groei. Haar filosofie was sterk gebaseerd op de moraalkritische filosofische ideeën van Nietzsche.
Stöcker erkende de fysiologische verschillen tussen man en vrouw en verschillen in gedachten, gevoelens en handelingen, maar geloofde dat mannen en vrouwen gelijkwaardig waren en zo behandeld moesten worden. Ze streed tegen de dubbele moraal in de maatschappij en stelde dat mannen op diverse manieren hun seksualiteit konden beleven, onder meer door prostitutie, relaties en het huwelijk. Vrouwen werden daarentegen volgens haar 'gedwongen tot volledige onthouding', aangezien elke 'natuurlijke bevrediging van hun verlangen naar liefde' zou leiden tot maatschappelijke uitsluiting. Ze beschouwde de deugdzaamheid van seksuele onthouding als een 'sprookjesachtig bijgeloof' en vond het hypocriet om geslachtsgemeenschap enkel te zien als een manier om voort te planten. Volgens Stöcker zou volledige onthouding leiden tot depressies en lichamelijke kwalen.
Stöcker concludeerde dat seksuele voorlichting en economische gelijkheid tussen de geslachten prostitutie overbodig zou maken. Volgens haar lag de oorzaak van prostitutie in de financiële afhankelijkheid van de vrouw, met name binnen het huwelijk, en de demonisering van seksualiteit. Ze was tegen prostitutie als beroep, er was immers geen sprake van een gelijkwaardige liefdesrelatie, maar bekritiseerde vrouwen die het werk deden niet persoonlijk. Ze hekelde de manier waarop prostituees werden gereduceerd tot het niveau van 'dieren' of 'handelswaar', en niet werden gezien als menselijk.
Haar ideeën riepen hevige kritiek op van vertegenwoordigers van de conservatief-burgerlijke vrouwenverenigingen. Zij vreesden dat de Neue Ethik zou leiden tot de morele teloorgang van het gezin en de samenleving. Feministe Helene Lange stelde dat de Neue Ethik het individualisme promootte en het belang van seksualiteit te veel benadrukte.
In 1905 ontmoette Stöcker de advocaat en auteur Brunhold (Bruno) Springer met wie ze, geheel in lijn met de Neue Ethik, een relatie aanging maar niet huwde. De relatie voldeed echter niet aan Stöckers ideaal van financiële onafhankelijkheid: haar echtgenoot ondersteunde haar financieel, terwijl zij daarnaast leefde van de royalty’s van haar publicaties. Ondanks dat hun relatie op een bepaald moment niet meer gelukkig was, bleef ze tot aan zijn dood in 1931 met hem samen.

### Bund für Mutterschutz und Sexualreform
De Neue Ethik was een directe aanleiding tot de oprichting van de Bund für Mutterschutz (Bond voor Moederschapsbescherming) die Stöcker initieerde. Samen met onder anderen Iwan Bloch, Walter Borgius, Ruth Bré, Lily Braun, Henriette Fürth, Maria Lischnewska, Max Marcuse, Alfred Ploetz, Adele Schreiber, Werner Sombart en Max Weber werd de links-liberale hervormingsbeweging op 5 januari 1905 opgericht. De organisatie zette zich in voor ongehuwde moeders, het erkennen van partnerschappen buiten het huwelijk, de hervorming van het huwelijks- en familierecht en streed voor de gelijke gerechtelijke behandeling van buitenechtelijke kinderen. Hoewel de doelstellingen van de bond gericht waren op vrouwen, was het geen zuivere vrouwenvereniging; bij de oprichting waren 15 van de 53 leden vrouw.

#### Initiatieven
De Bund für Mutterschutz was initiatiefnemer van de zwangerschapsverzekering, waardoor vrouwen in de periode rond de bevalling financiële ondersteuning kregen. De organisatie richtte tehuizen op voor alleenstaande moeders en in 1908 werden de eerste twee kraamklinieken geopend. In haar werk Die Liebe und die Frauen (1906) kaartte ze het stigma rond ongehuwde moeders aan. Ze schreef dat het absurd was dat het belang voor van vrouwen voor de mensheid in het moederschap lag, maar dat men het moederschap van vrouwen buiten het patriarchale huwelijk als een misdaad beschouwde.
Volgens Stöcker was het onjuist om buitenechtelijke kinderen 'onwettelijk' te noemen, enkel omdat hun ouders niet gehuwd zijn. Daarnaast vond ze dat de moeder niet de enige mocht zijn die verantwoordelijk werd gehouden voor het opvoeden van het kind onder moeilijke omstandigheden, terwijl de vader zich vaak geheel aan zijn verantwoordelijkheid onttrok, aldus Stöcker. Daarbij pleitte ze ook voor ouderrecht in plaats van het vaderrecht, waarbij de vader exclusief het ouderlijk gezag over de kinderen had.

#### Seksuele hervorming en abortus
In 1908 werd de naam veranderd in Bund für Mutterschutz und Sexualreform om de strijd voor seksuele hervorming te benadrukken. De organisatie pleitte voor onbeperkte legalisering van abortus in het geval van verkrachting, gevaar voor het leven van de moeder, economische problemen en verwachte fysieke en mentale zwakte van het kind. Volgens Stöcker had de maatschappij 'geen recht om het voorkomen van onwillig moederschap te beschouwen als een misdaad die gevangenisstraf rechtvaardigt'. Tijdens de algemene vergadering van de Bunds Deutscher Frauenvereine (BDF) in oktober 1908 pleitte Stöcker voor de afschaffing artikel 218, wat abortus zou decriminaliseren, maar haar voorstel werd afgewezen. In 1910 sprak ze tijdens lezing in Den Haag bij het Internationalen Neomalthusianer-Kongress uit voor het recht van vrouwen op anticonceptie en geboorteregeling en -beperking.
Hoewel haar werk en activisme op veel steun konden rekenen, leidde het ook tot felle kritiek. In 1912 mocht de organisatie vanwege de seksuele hervormingsdoelstellingen niet aansluiten bij de BDF, omdat de vereniging volgens de BDF 'niet het algemeen belang diende'. De hoofdopziener van de Brandenburgse kerkelijke synode noemde Stöcker en anderen die betrokkenen waren bij de Bund für Mutterschutz 'vrouwelijke apostelen van Satan' die volgens hem ontucht aanprijsden. Anderen waren van mening dat de organisatie het huwelijk en het gezin wilde ondermijnen, en het buitenechtelijke relaties wilde bevorderen. Stöcker reageerde fel op kritiek, vooral op dat vanuit de vrouwenbeweging. Ze verweet haar medestanders dat zij hun seksualiteit niet met mannen beleefden en noemde hen 'nonnen' die de 'natuurlijke sferen van het leven' negeerden.

#### Die Neue Generation
De Bund für Mutterschutz und Sexualreform gaf sinds het oprichtingsjaar het maandblad Mutterschutz uit waarvan Stöcker redactrice werd. Na de naamsverandering van de organisatie in 1908 werd de naam van het officiële orgaan veranderd in Die Neue Generation en nam ze de rol van hoofdredactrice op zich. Ze behandelde taboeonderwerpen zoals abortus en schreef over eugenetica. Ze was een voorstander van het vermijden van conceptie bij onder andere personen met erfelijke ziekten. Haar stukken waren geïnspireerd door de filosofische ideeën van Nietzsche.
Naast haar eigen stukken publiceerde het maandblad ook bijdragen van onder anderen Lou Andreas-Salomé, Lily Braun, Kurt Breysing, Hedwig Dohm, Auguste Forel, Sigmund Freud, Gerhart Hauptmann, Karen Horney, Ricarda Huch, Alexandra Kollontai, Rosa Mayreder, Ludwig Quidde, Käte Schirmacher, Bertha von Suttner en Kurt Tucholsky.

### Homorechten
Toen de Rijksdag in 1911 wetsartikel 175, dat geslachtsverkeer tussen mannen verbood, wilde uitbreiden naar het strafbaar stellen van vrouwelijke homoseksualiteit, sprak Stöcker zich uit. Volgens haar was de 'verbinding van geestelijke en zinnelijke elementen wezenlijk voor de liefde'. Ze beschouwde de heersende seksuele moraal als bekrompen en hypocriet in hoe die oordeelde over twee personen die uit vrije wil lichamelijk intiem met elkaar waren. De Bund für Mutterschutz und Sexualreform organiseerde op 10 februari 1911 een lezingavond over het onderwerp waar onder meer de artsen Magnus Hirschfeld en Heinrich Stabel aanwezig waren. Stöcker had Hirschfeld in 1909 leren kennen en ze kwam via hem in contact met het Wissenschaftlich-humanitäres Komitee; een organisatie die zich inzette voor homorechten. In 1912 trad ze toe tot het comité en ze werd datzelfde jaar tot voorzitter verkozen. Daarnaast was ze een regelmatige bezoeker van het door Hirschfeld opgerichte Institut für Sexualwissenschaft.
De campagne voor de afschaffing van artikel 175 zette ze samen met Magnus Hirschfeld en het Institut für Sexualwissenschaft na de Eerste Wereldoorlog voort. Daarnaast zette ze zich in 1925 samen met de Duitse Sociaaldemocratische Partij en de Duitse Communistische Partij in om abortus te legaliseren. In 1930 werd ze benoemd tot erevoorzitter Bund für Mutterschutz und Sexualreform ter ere van het 25-jarig bestaan.

## Pacifisme

### Eerste Wereldoorlog

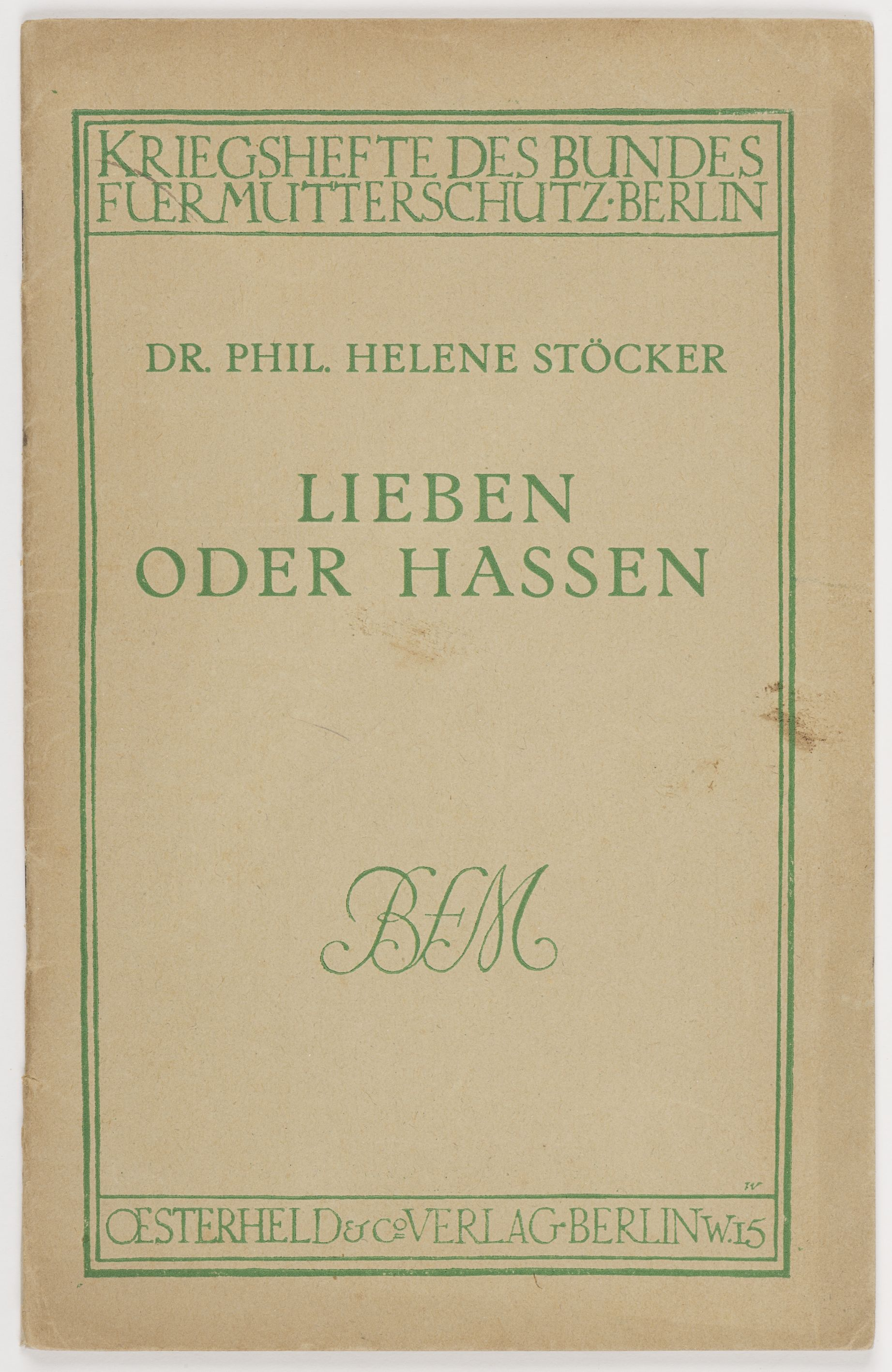
In haar essay Lieben oder Hassen (1914) stelde Stöcker dat het vernietigen van het meest vitale deel van de bevolking niet zou leiden tot de grootheid van een natie.

Na het uitbreken van de Eerste Wereldoorlog op 28 juli 1914 ontwikkelde Stöcker zich tot een radicaal pacifiste. Naar eigen zeggen kwam het uitbreken van de oorlog voor haar geheel onverwacht en kon ze niet geloven dat oorlog mogelijk was tussen de meest beschaafde landen van Europa.
In november 1914 was ze samen met onder meer Albert Einstein, Elisabeth Rotten en Kurt von Tepper-Laski betrokken bij de oprichting van de Bund Neues Vaterland. De vereniging werd geleid door Lilli Jannasch en pleitte voor de oprichting van een Volkenbond die zich moest richten op 'vrijheid, gerechtigheid en tegen geweld en klassenheerschappij'. Volgens hen lag het kapitalisme aan de grondslag van sociale ongelijkheid en moest de gehele mensheid beschouwd worden als 'een vaderland'. De vereniging werd begin 1916 verboden. Op 3 december 1916 werd ze verkozen tot bestuurslid van de pacifistische Zentralstelle Völkerrecht. De organisatie streefde naar vrede gebaseerd op internationaal recht en zelfbeschikking.
In 1915 trad Stöcker uit de kerk. Volgens haar had de kerk zonder 'schaamte en verlegenheid' en 'zonder enig innerlijk geweten' bijgedragen aan de oorlog.

### Seksuele hervorming en pacifisme
Stöcker zag een steeds sterker verband tussen de doelstellingen van de seksuele hervormingsbeweging en het pacifisme. Haar werk voor moederschapsbescherming combineerde ze met het bevorderen van mensenrechten en haar pacifistisch activisme. In april 1915 nam ze deel aan het Internationaal Congres van Vrouwen in Den Haag. Ze was samen met zevenentwintig andere Duitse vrouwen, waaronder Anita Augspurg, Lida Gustava Heymann, Auguste Kirchhoff, Lili Jannasch, Elisabeth Rotten en Margarethe Lenore Selenka, bij het congres aanwezig. Volgens Stöcker lag er bij het congres te veel nadruk op het thema vrouwenkiesrecht, terwijl er volgens haar prioriteit gegeven moest worden aan het thema vrede. Ze stelde dat geweld de oorzaak was van alle onrecht waarvan vrouwen slachtoffer werden, waardoor de strijd voor pacifisme de logische vervolgstap zou zijn. Nadat de Duitse overheid in 1916 opriep om zo veel mogelijk kinderen te krijgen, sprak ze zich openlijk kritisch uit. Volgens haar was het opdrijven van de geboortecijfers een vorm van 'massaproductie voor de oorlog'. In plaats daarvan richtte ze zich op het propageren van anticonceptie, aangezien kinderen volgens haar niet gezond konden opgroeien in tijden van conflict.

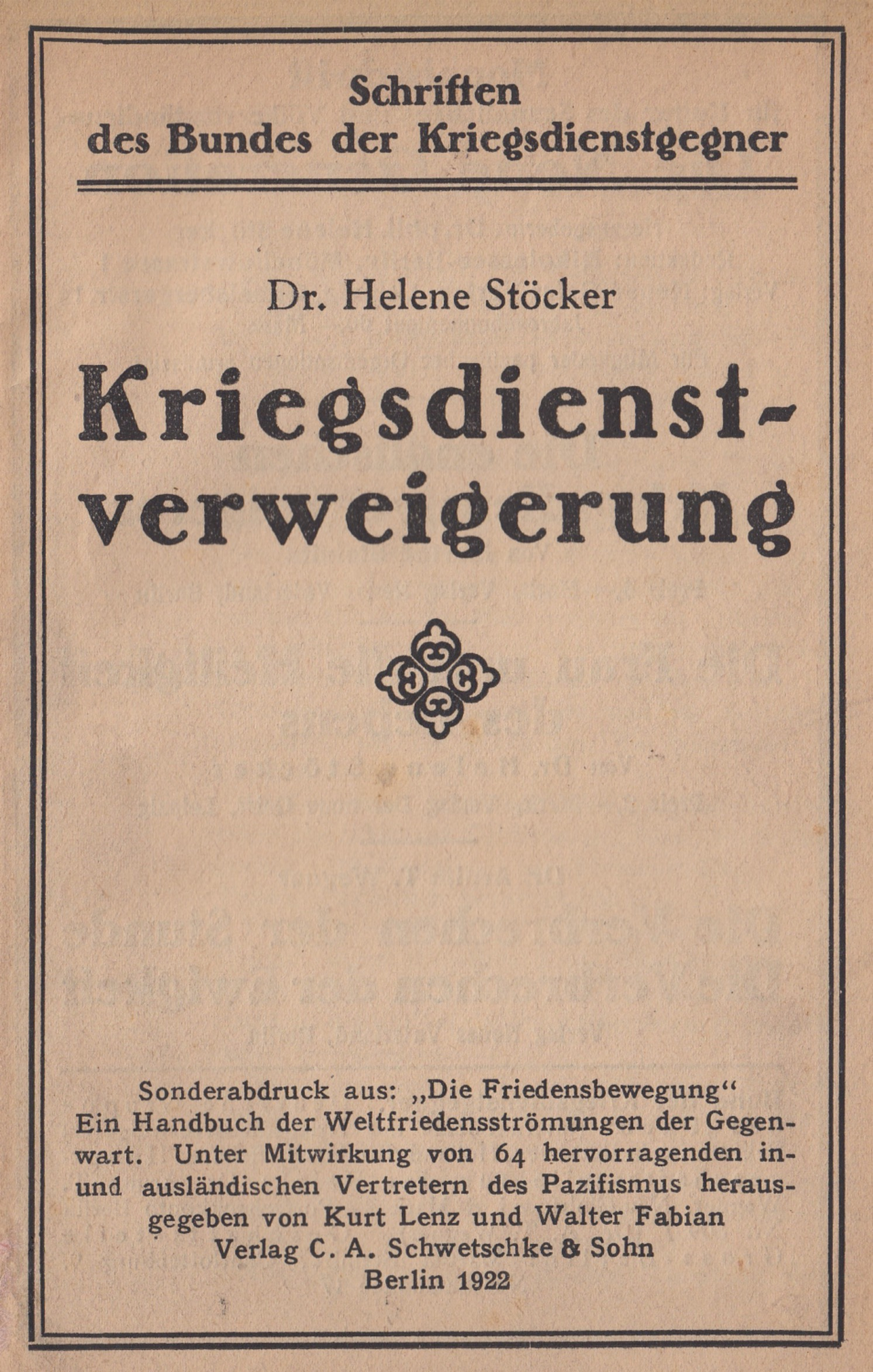
Essay over gewetensbezwaar (1922)

### Interbellum
Ook na de Eerste Wereldoorlog bleef ze zich inzetten voor het pacifisme. Ze pleitte voor radicale geweldloosheid en zette zich in voor gewetensbezwaarden. Volgens Stöcker waren vrouwen van nature vreedzaam en kon vrede enkel bereikt worden als meer vrouwen zich politiek zouden engageren.
In 1919 trad ze toe tot het bestuur van het Deutsche Friedensgesellschaft (DFG) en de Bund der Kriegsdienstgegner (BdK). Ze zag dienstweigering als de meest effectieve manier om oorlog te bestrijden en stelde dat het uitgangspunt 'doe een ander niet aan wat je zelf niet aangedaan wilt worden' essentieel was voor menselijke relaties en politieke gemeenschap tussen verschillende naties. Daarnaast zag zij de staat als een instituut dat 'mensenoffers eist' en 'raciale, religieuze en etnische haat aanwakkert'.
Ze werd in 1922 benoemd tot vicevoorzitter van het in dat jaar opgerichte Deutsches Friedenskartell, een overkoepelende organisatie voor pacifistische verenigingen in de Weimarrepubliek, en trad ze aan als bestuurslid van de Deutschen Liga für Menschenrechte dat in 1919 was ontstaan uit het in 1916 verboden Bund Neues Vaterland.
In de jaren twintig begon ze zich te interesseren in de ideeën van Gandhi. In 1923 pleitte ze voor een passief verzet tegen de Ruhrbezetting. Drie jaar later sloot ze zich aan bij Gruppe Revolutionärer Pazifisten van Kurt Hiller en was in dezelfde periode bestuurslid Deutschen Liga für Völkerbund. 

### Internationaal activisme
Haar pacifistisch werk breidde ze in het interbellum ook internationaal verder uit. In 1919 was ze medeoprichter van de Women's International League for Peace and Freedom (IFFF) en nam ze deel aan het Internationalen Frauenfriedenstagung in de Zwitserse stad Zürich. In dezelfde periode was ze betrokken bij Internationaal Bureau voor de Vrede.
In april 1921 was ze, samen met onder anderen Kees Boeke en Wilfred Wellock, oprichter van PACO in Bilthoven, een overkoepelende antimilitaristische en pacifistische organisatie voor gewetensbezwaarden. Ze was bij de oprichting aanwezig als afgevaardigde van de Bund der Kriegsdienstgegner (BdK). Kort daarna was ze samen met de andere stichtende leden van PACO aanwezig bij de oprichtingsconferentie van het International Anti-Militarist Bureau against War and Reaction in Den Haag. Nadat het hoofdkantoor van PACO in 1923 naar Enfield verhuisde, werd de naam gewijzigd in War Resisters' International (WRI). Hoewel ze nauw betrokken was bij diverse pacifistische organisaties, zette ze zich met name in voor de WRI en de BdK. Ze was namens deze organisaties regelmatig als spreker aanwezig tijdens internationale congressen, waaronder het Internationalen Friedenskongreß in 1922 in Den Haag en het Congress against Imperialism in 1927 in Brussel. Tot 1932 nam ze deel aan alle wereldvredesconferenties en deed uitgebreid verslag over deze conferenties in Die Neue Generation.
Binnen haar internationale activisme legde ze een speciale nadruk op de Sovjet-Unie. Ze was een voorstander van het Verdrag van Rapallo (1922) en hoopte op een sterkere band tussen de Sovjet-Unie en de Weimarrepubliek. In 1923 was ze medeoprichtster van het Gesellschaft der Freunde des neuen Rußland en reisde diverse malen naar het land af om lezingen te geven. Voor Stöcker betekende 'vriend zijn van het nieuwe Rusland' met name het steunen van gerechtigheid en vrijheid. Ondanks geweld en de tekortkomingen, beschouwde ze de Sovjet-Unie als een land waarin belangrijke culturele en economische transformaties plaatsvonden. Stukken die ze in deze periode schreef over de Sovjet-Unie waren voornamelijk een aanklacht tegen westerse machten. Ze beschouwde hen als 'hypocriet' in hun pogingen een revolutie tegen te houden. In 1927 maakte ze met socialiste en goede vriendin Clara Zetkin een reis naar de Sovjet-Unie ter gelegenheid viering van het tienjarig jubileum van de Oktoberrevolutie. In latere stukken gaf Stöcker echter aan dat zij zich niet kon verenigen met het orthodox marxisme, en verloor zij haar vertrouwen in de verdere ontwikkelingen binnen de Sovjet-Unie.

### Erkenning
Op haar zestigste verjaardag, op 13 november 1929, werden Stöcker en haar werk door meer dan 400 tijdschriften in binnen- en buitenland erkend. Met name haar inzet voor vrouwenemancipatie, in het bijzonder op het gebied van moederbescherming, en haar vredeswerk werden hier benoemd. Ze kreeg felicitaties van onder anderen Emily Greene Balch, Fenner Brockway, Runham Brown, Jessie Wallace Hughan, Alexandra Kollontai, Emmeline Pethick-Lawrence, Ludwig Quidde, Romain Rolland, Margaret Sanger en Oswald Garrison Villard. De Vossische Zeitung publiceerde gelukswensen en stelde dat Stöcker de Nobelprijs voor de Vrede verdiende.

## Ballingschap

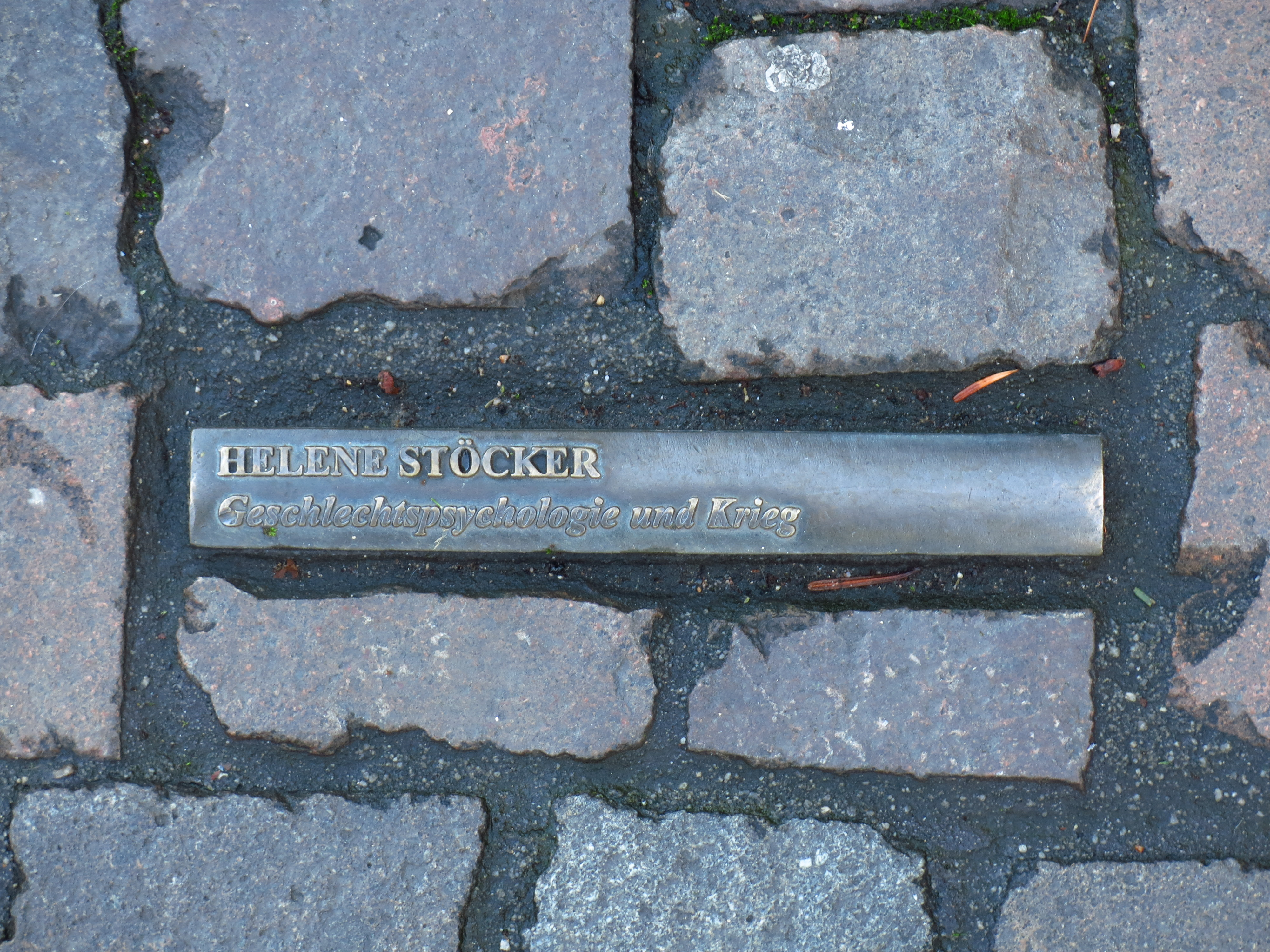
Rug van het boek Geschlechtspsychologie und Krieg. Monument ter nagedachtenis aan de boekverbranding in Bonn.

In augustus 1932 nam Stöcker deel aan een conferentie in Amsterdam tegen het Duitse nationaalsocialisme en Italiaanse fascisme dat was geïnitieerd door Henri Barbusse en Romain Rolland. Na de Rijksdagverkiezingen van maart 1933 vluchtte ze voor het nazistische regime naar het buitenland. Ze stond op de dodenlijst van de nazi's en ze geloofde dat het in nazi-Duitsland niet langer mogelijk was om zich op een vrije manier politiek te uiten. Tijdens de boekverbranding in nazi-Duitsland op 10 mei 1933, waar boeken werden vernietigd die niet pasten binnen de nazi-ideologie, werden haar werken Liebe (1922) en Geschlechtspsychologie und Krieg (1915) verbrand. Negen dagen na de boekverbrandingen werd de Bund für Mutterschutz und Sexualreform op last van de nazi's opgeheven.
Via Tsjecho-Slowakije reisde ze naar Zürich en zette haar pacifistische werk aldaar voort. Vanwege haar zwakke gezondheid en depressie verbleef ze regelmatig in sanatoria en dure hotels. In 1937 werd ze ontdaan van haar doctorstitel en werd de toegang tot haar bankrekening geblokkeerd. Haar geschreven werken beschouwd als 'schadelijk en ongewenst drukwerk' en haar in Duitsland achtergebleven manuscripten werden vernietigd. Op 9 maart 1938 verloor ze haar Duitse nationaliteit en werd ze stateloos. Eind 1938, na de Anschluss van Oostenrijk, vertrok ze naar Engeland.
Vanaf 1939 deed ze verwoede pogingen om naar de Verenigde Staten te emigreren. Stöcker vertrok in 1940 naar Zweden waar ze in februari van het jaar daarna in Stockholm een ticket kocht voor een bootreis naar de Verenigde Staten. Via de Trans-Siberische spoorlijn reisde ze vervolgens door Rusland naar Japan, vanwaaruit ze in 1941 per stoomschip naar San Francisco in de Verenigde Staten voer. Vanuit Japan stuurde ze een brief naar vriend, schrijver en homorechtenactivist Kurt Hiller waarin ze schreef dat een koffer met het grootste deel van haar kleding was achtergebleven in Rusland. Het was na het verlies van haar thuis, thuisland en haar belangrijkste documenten het zoveelste dat ze verloor, aldus Stöcker. Ze omschreef zichzelf als een 'schipbreukeling' dat enkel nog een leven had, dat uiteindelijk ook opgeofferd moest worden.
Haar vlucht naar het buitenland had als gevolg dat ze in financiële nood raakte doordat ze niet meer kon publiceren. Ze werd financieel ondersteund door vrienden van de Women's International League for Peace and Freedom, leden van de Quaker-gemeenschap en haar zus Hänny Stöcker de Simons die naar La Plata in Argentinië was geëmigreerd. Daarnaast was ze in deze periode ernstig ziek: na aankomst in de Verenigde Staten werd bij haar een tumor ontdekt. Ze werkte in de laatste periode van haar leven aan een autobiografie die ze in 1932 was begonnen. Het manuscript was het enige tastbare dat zij nog over had van haar leven in Europa, maar ze kon haar autobiografie niet voltooien.
Stöcker overleed volledig verarmd in New York op 23 februari 1943 aan de gevolgen van kanker. Ze werd 73 jaar oud. Haar laatste wens was om haar as te laten overbrengen naar een vrij Duitsland waar het bijgezet zou worden in het graf van haar levenspartner Bruno Springer. Haar onvoltooide memories werden in 2015, 72 jaar na haar dood, gepubliceerd door Reinhold Lütgemeier-Davin en Kerstin Wolff.

### Literatuur

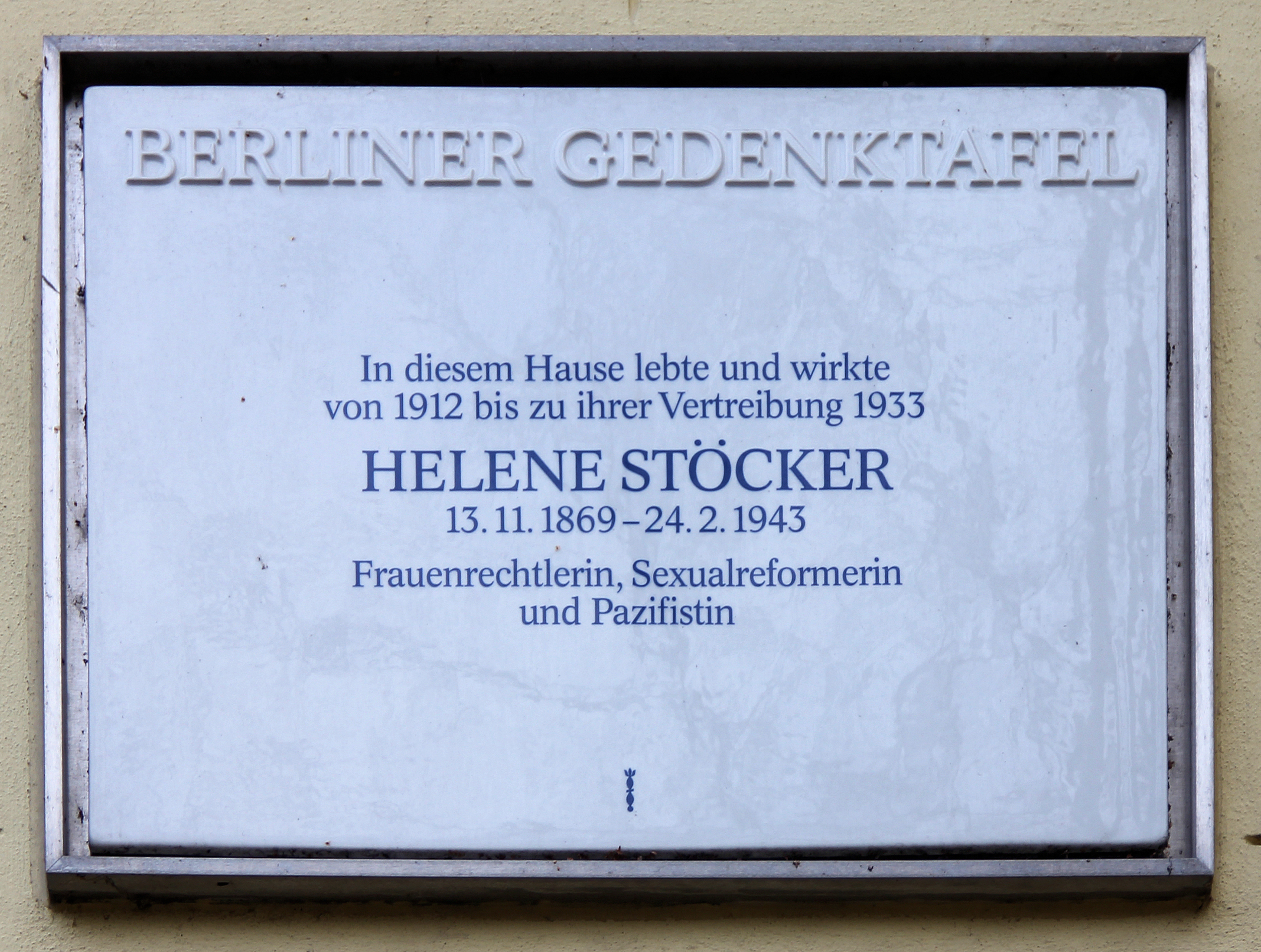
Herdenkingsplaquette Münchowstraße 1, Berlijn

## Eerbetonen en nalatenschap

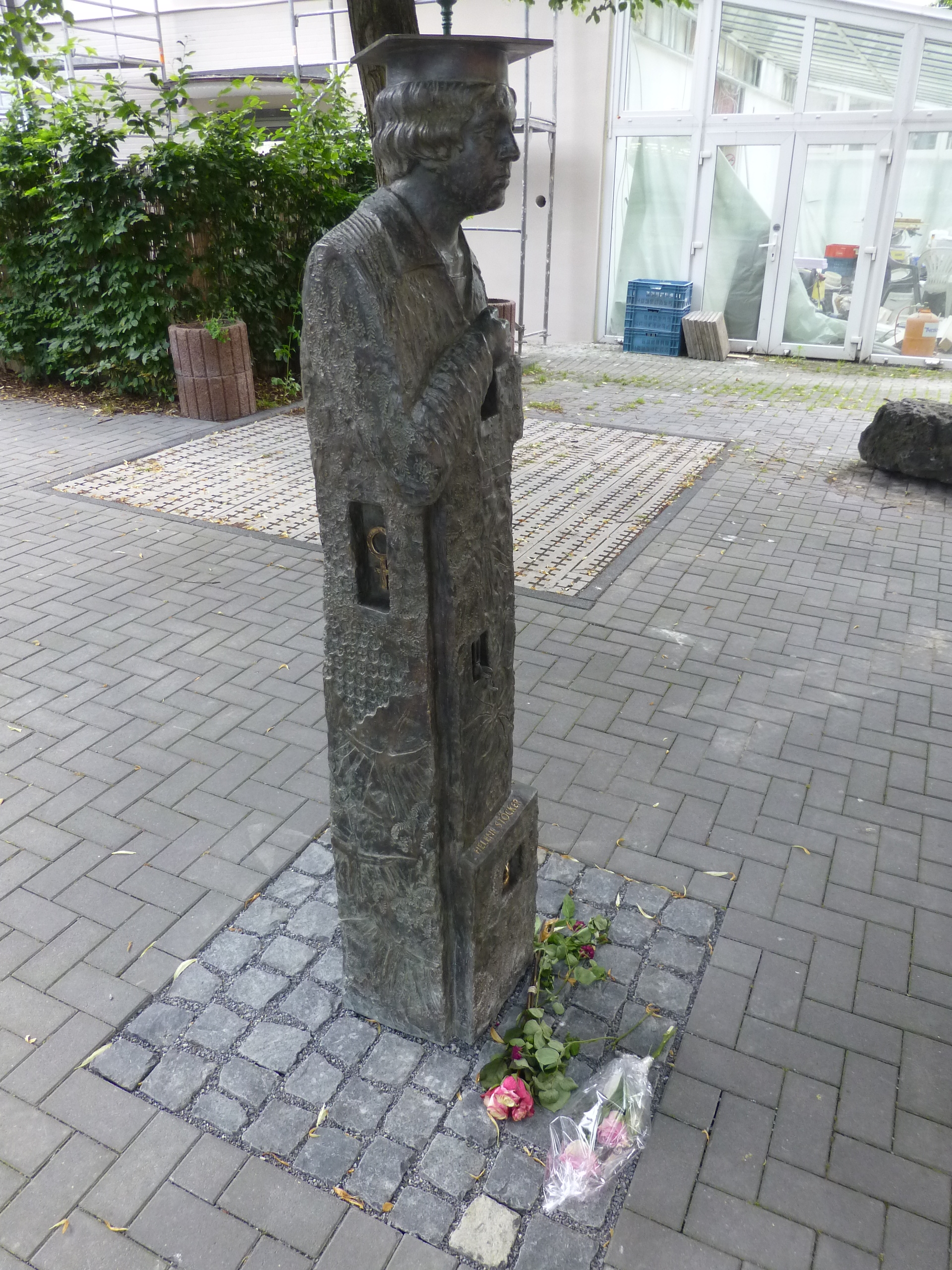
Helene-Stöcker-Denkmal (2014)

### Werken in de publieke ruimte
In Wuppertal staat sinds 2014 aan de Auer Schulstraße het Helene-Stöcker-Denkmal. Het werk was een initiatief van de het Armin T. Wegner-Gesellschaft. Het werd ontworpen door Ulle Hees en na haar overlijden in 2012 afgemaakt door Frank Breidenbruch.
Van 1912 tot en met haar vlucht naar het buitenland in 1933 woonde Stöcker aan de Münchowstraße 1 in Berlijn. Aan de muur van dit gebouw hangt sinds 1994 een herdenkingsplaquette.
Een bronzen replica van de rug van het boek Geschlechtspsychologie und Krieg (1915) is onderdeel van een monument in Bonn dat werd opgericht ter nagedachtenis van de boekverbranding in nazi-Duitsland.

### Vernoemingen
In 1969, honderd jaar na haar geboorte, werd in Berlijn een kraamkliniek naar haar vernoemd.
In de stad Wuppertal, waar haar geboorteplaats Elberfeld vanaf 1929 toe behoort, werden diverse gebouwen naar haar vernoemd, waaronder het Helene-Stöcker-Haus für obdachlose Frauen, een opvangcentrum voor dakloze vrouwen dat in 1992 werd geopend, en een school die de naam Helene-Stöcker-Schule kreeg. Daarnaast werden in onder weer Wuppertal, Velbert, Bergisch Gladbach-Bensberg, Herten-Langenbochum en Monheim am Rhein-Baumberg straten naar haar vernoemd.
In november 1999, op haar 130ste geboortedag, werd het Helene Stöcker Gesellschaft e.V. Bund für ethische und philosophische Allgemeinbildung opgericht. Het was de eerste Duitse filosofische vereniging met een vrouwelijk rolmodel.

### Overig
In het kader van het project Geschichte Gestalten uit 2006 werd een deel van haar nalatenschap ondergebracht in het archief voor vervolgde dichters in de stadsbibliotheek van Wuppertal.
Op 13 november 2017, haar 148ste geboortedag, werd Stöcker geëerd door Google met een Google Doodle.

## Werken (selectie)
- Die moderne Frau (1893), essay
- Zur Kunstanschauung des XVIII. Jahrhunderts. Von Winckelmann bis Wackenroder (1901), proefschrift
- Die Liebe und die Frauen (1906), essay
- Lieben oder Hassen (1914), essay[12]
- Geschlechtspsychologie und Krieg (1915)
- Menschlichkeit (1916), monografie[43]
- Moderne Bevolkerungspolitik (1916), essay
- Die Liebe der Zukunft (1920), essay[43]
- Liebe (1922), roman[17]
- Kriegsdienst Verweigerung (1922), essay[43]
- Erotik und Altruismus (1924), monografie[43]
- Verkünder und Verwirklicher. Beiträge zum Gewaltproblem (1928), bundel essays over onder meer William Lloyd Garrison, Lev Tolstoj en Romain Rolland[12]

## Meer lezen
- Bockel, R. von. (1991). Philosophin einer "neuen Ethik": Helene Stöcker (1869–1943). Hamburg: Ed. Hamburg Bormann und von Bockel. ISBN 978-3-927858-11-4
- Hamelmann, G. (1992). Helene Stöcker, der "Bund für Mutterschutz" und "Die Neue Generation". Frankfurt am Main: Haag und Herchen. ISBN 978-3-89228-945-6
- Lütgemeier-Davin, R., & Wolff, K. (2015). Helene Stöcker: Lebenserinnerungen. Die unvollendete Autobiographie einer frauenbewegten Pazifistin. Kassel: Stiftung Archiv der Deutschen Frauenbewegung; Köln: Boehlau. ISBN 978-3-412-22466-0
- Stopczyk-Pfundstein, A. (2003). Philosophin der Liebe. Helene Stöcker. Norderstedt: BoD. ISBN 3-8311-4212-2
- Wickert, C. (1991) Helene Stöcker: Frauenrechtlerin, Sexualreformerin und Pazifistin. Verlag J.H.W. Dietz. ISBN 978-3801201678

- Bibsys: 90606558
- Bibliothèque nationale de France: cb122942512 (data)
- CiNii: DA10897694
- Gemeinsame Normdatei: 118755455
- International Standard Name Identifier: 0000 0000 8398 2847
- Library of Congress Control Number: n84208059
- Nationale Bibliotheek van Tsjechië: skuk0005421
- Nationale bibliotheek van Australië: 36022962
- Nationale Bibliotheek van Israël: 987007279196605171
- Nederlandse Thesaurus van Auteursnamen: 073990469
- Istituto Centrale per il Catalogo Unico: ANAV039294
- SNAC: w67m3ms3
- Système universitaire de documentation: 067031692
- Trove: 1190243
- Virtual International Authority File: 85182647
- WorldCat: E39PBJmdwCx9m9yd3RGfKdvGpP